# معركة مازغران
من ويكيبيديا، الموسوعة الحرة
كانت معركة مزغران معركة بين القوات الجزائرية ضد القوات الفرنسية خلال الحتلال الفرنسي للجزائر. الكتيبة الفرنسية الصغيرة، المحصنة في حصن في مازغران، بالقرب من مدينة مستغانم الساحلية، صمدت لعدة أيام من الاعتداء على أيدي قوات الامير عبد القادر. غير مدركين أن المدافعين الفرنسيين كانوا ينقصهم البارود، انسحبت قوات الاميى عبد القادر بعد عدة أيام من النشاط غير الفعال.
في حين كانت الأزمة شأنا بسيطا نسبيا، إلا أن الصحافة الفرنسية وصفت الحدث بأنه نجاح كبير. تم مكافأة الكابتن ليلييفر على نجاحه، وتم إحراز ميدالية لإحياء ذكرى الحدث. أصبحت معركة مزغران الذكرى السنوية لكتائب المشاة الخفيفة في أفريقيا، وهي وحدة عسكرية جزائية فرنسية.

## خلفية
في عام 1839، دخل الاحتلال الفرنسي للجزائر، والذي بدأ عام 1830، مرحلة جديدة عندما تجدد الصراع مع الأمير عبد القاد بعد أن انتهكت القوات الفرنسية بنود معاهدة لمعاهدة تفنة 1837 بعدما قضت على مقاومة أحمد باي ولم تعد في حاجة إلى الألتزام بها.
أمرالملازم أول دوبويسيل، قائد الحامية الفرنسية في مستغانم، الكابتن ليلييفر و122 رجلاً من الفرقة العاشرة لكتيبة إفريقيا باحتلال حصن صغير في مدينة مزغران. وصلوا إلى الحصن في 1 فبراير، والذي تم تحصينه بمدفع واحد بأربعة أرطال، وبرميل واحد من البارود، وما بين 30.000 و40.000 خرطوشة من الذخيرة.

## معركة

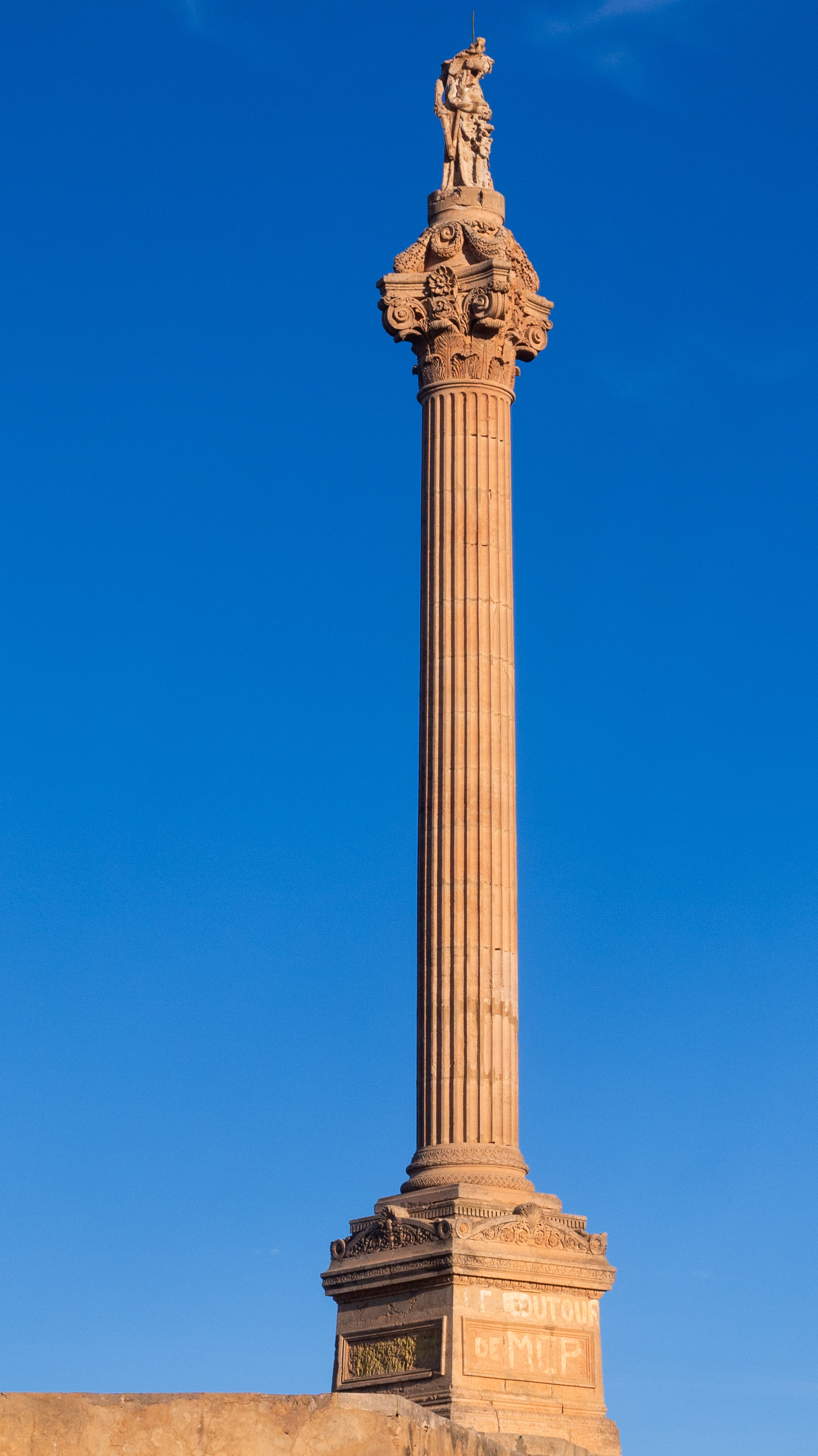
عمود مزغران

وفقًا لبعض المصادر، بدأت قوات المقاومة الجزائرية بقيادة بن خامي (أحد مساعدي عبد القادر) في الوصول إلى القلعة المحيطة بها في وقت مبكر من مساء الأول من فبراير، وبدأ الهجوم الفعلي إما في ذلك الوقت أو في اليوم التالي، وتضع مصادر أخرى وصول هذه القوات في 2 فبراير، مع بدء الهجوم في اليوم التالي، وتفيد التقارير أن مدة المعركة إما ثلاثة أو أربعة أيام.
كانت قوة خامي، التي أبلغ عنها الفرنسيون مبدئيًا، تتراوح ما بين عشرة إلى عشرين ألفًا (على الرغم من أن التحليل اللاحق يشير إلى أنه أصغر حجمًا) كان يتكون في المقام الأول من سلاح الفرسان، وكان لدى الجيش مدفعان بثمانية أرطال، لكن من الواضح أنه لم يكن قادراً على استخدامها بفعالية. لمدة يومين، اندلعت المعركة حول القلعة، لكن الحامية المنضبطة كانت قادرة على صد جميع الهجمات.
ثم حدث توقف في القتال، فقام ليلييفر باختبار الإمدادات المتبقية، وقرر أنه لم يبق سوى 10000 طلقة، فاقترح على رجاله مواصلة القتال حتى يتم استنفاد الذخيرة، ثم تفجير برميل البارود كموقفهم الأخير، وتمت الموافقة على هذا الاقتراح بحماس من قبل رجاله، وانضم مرة أخرى إلى المعركة، استمرت المعركة لمدة يومين آخرين، حتى أرسل دوبويسيل أخيرًا عمود إغاثة، مما دفع الجزائريين إلى الانسحاب.

## ما بعد الكارثة
كانت الصحف في باريس مليئة بأخبار المعركة، وكان الحديث عن المدينة. أقيمت نسخة من الحصن في مزغران على الشانزلزيه، وتم إنتاج جميع أنواع البضائع التي احتفلت بالحدث، استقبل ليلييفر وستة جنود آخرين وسام الحرب، وتلقى ليلييفر أيضًا عرضًا ترويجيًا كمكافأة لقيادته الدفاع النشط، فأصدرت الحكومة الفرنسية ميدالية تذكارية للاحتفال بالنصر، ويوجد اليوم شارع مزغران في باريس.

## اتهام خدعة
بسبب غضبهم من التهكم الفرنسي بشأن الانسحاب البريطاني من أفغانستان، نشرت صحيفة «لندن مورنينغ كرونيكل» في عام 1842 اتهامًا بأن الحدث كان مجرد خدعة، وتحدى الحكومة الفرنسية لإثبات ذلك، وتلقت هذه الاتهامات تغطية محدودة في الصحافة الفرنسية، الحكومة الفرنسية لم ترد على ما يبدو، أثار أحد المراسلين لمجلة عسكرية بريطانية تقرير «مورنينج كرونيكل»، حيث وصف لقاءً مع ضابط فرنسي مجهول الهوية ادعى أن شيئًا يشبه هذه القضية قد وقع، لكن تم انتفاخه بشكل كبير، وذكر أن ليلييفر شعر بالحرج من الاهتمام والأوسمة التي تلقاها، وطلب في نهاية المطاف نقله من فوجه، وضع تحليل فرنسي لاحق للقضية القوة العربية بين خمس وستمائة.